# Агаева, Гюльдаста Иса кызы
Гюльдаста Иса кызы Агаева (азерб. Güldəstə İsa qızı Ağayeva; р. 1929, Ленкоранский уезд) — советский азербайджанский табаковод, Герой Социалистического Труда (1949).

## Биография
Родилась в 1929 году в Ленкоранском уезде Азербайджанской ССР (ныне Масаллинский район).
Работала звеньевой в колхозе имени Орджоникидзе Масаллинского района. В 1948 году получила урожай табака сорта «Трапезонд» 25,1 центнеров с гектара на площади в 3 гектара.
Указом Президиума Верховного Совета СССР от 1 июля 1949 года за получение в 1948 году высоких урожаев табака Агаевой Гюльдасте Иса кызы присвоено звание Героя Социалистического Труда с вручением ордена Ленина и золотой медали «Серп и Молот».
Активно участвовала в общественной жизни Азербайджана. Член КПСС с 1952 года. Делегат XX съезда КПСС.